# Срібні Пруди
Срібні Пруди́ (рос. Серебряные Пруды) — селище міського типу, адміністративний центр міського округу Срібні Пруди Московської області Росії. Селище міського типу обласного підпорядкування.
Населення — 9358 чол. (2015).

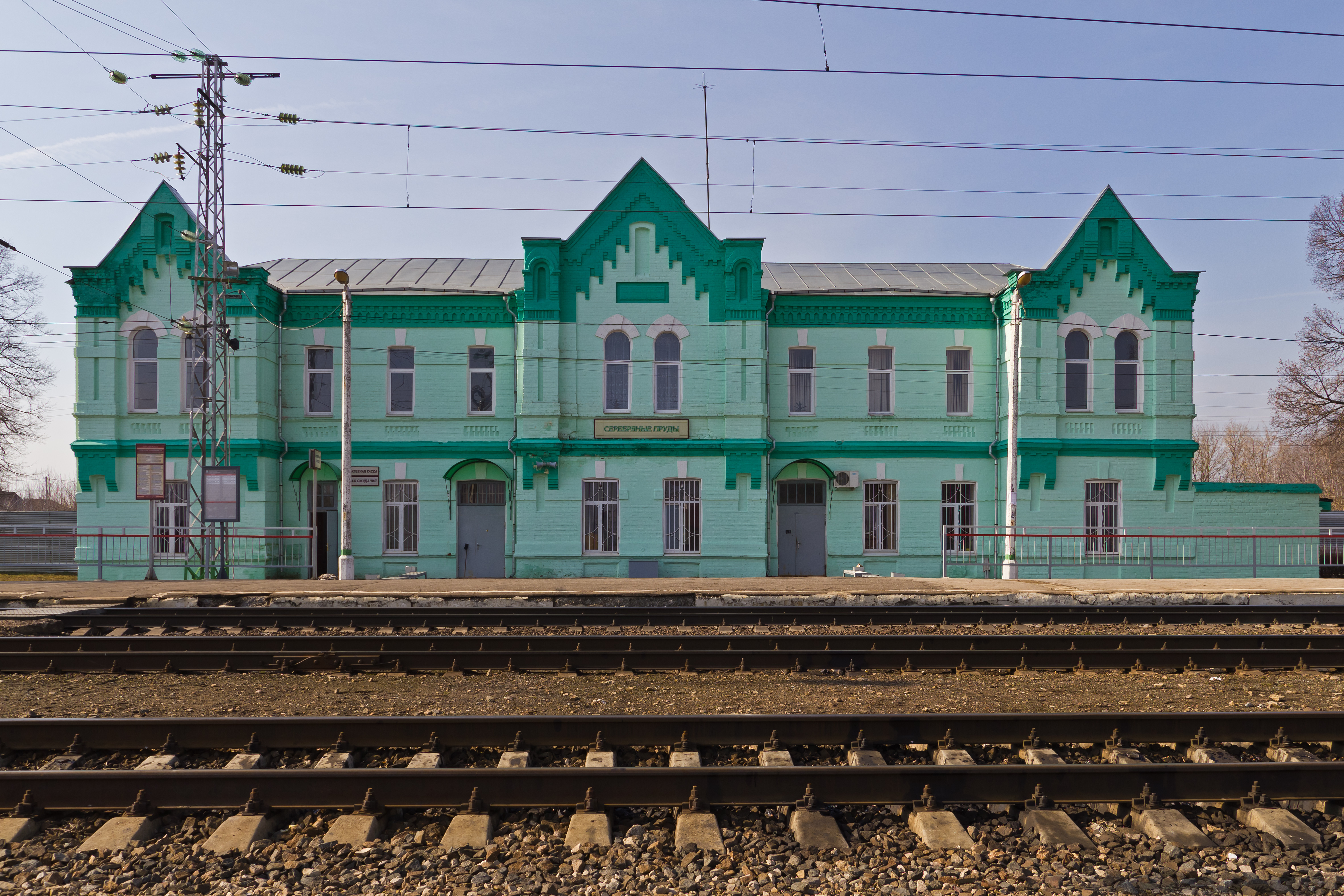
Залізнична станція

Розташоване на річці Осетр, поблизу федеральної автотраси Р22 «Каспій», на крайньому південному сході Московської області. Це найвіддаленіший від Москви районний центр Підмосков'я (160 кілометрів по Каширському шосе). Залізнична станція на лінії Ожерельє — Павелець.

## Назва
Оригінальна назва Серебряные Пруды буквально означає «Срібні Ставки». Перша згадка належить до 1676 р.: як Серебряный Пруд. Очевидно, в селі мався ставок, а означення «срібний» може вказувати на його позитивну оцінку (цікаво, що в сусідній Рязанській області є село Серебрянь і річка Серебрянка). На плані Генерального межування 1790 року село вказане як Пруды, обозначена загата зі ставом, згадується про млини при ній. З 1862 року село називається тільки Серебряные Пруды. Вживання форми множини замість однини є звичайним для утворення назв поселень: наприклад, у розташованому неподалік на північ Озьорському районі є чимало «множинних» топонімів (Озьори, Гори, Білі Колодезі). Згаданий ставок існував до кінця XIX ст..
У 1961 році селу Срібні Пруди надано статус робітничого селища.

## Персоналії
- Чуйков Василь Іванович (1900—1982) — радянський воєначальник, Маршал Радянського Союзу
- Пузирьов Юрій Миколайович (1926—1991) — радянський актор театру і кіно.